# Cycas debaoensis
Cycas debaoensis – gatunek rośliny z rodziny sagowcowatych. Opisany z Debao z regionu autonomicznego Kuangsi w Chinach. Cechą charakterystyczną tego gatunku są rozwidlające się odcinki liścia, który może osiągać do 3 metrów. Kłodzina jest zagłębiona w podłożu. Gatunkiem podobnym i blisko spokrewnionym jest Cycas multipinnata. Oba gatunki bardzo ozdobne i ze względu na rozgałęzione liście wyróżniające się na tle rodzaju, z obu powodów poszukiwane przez kolekcjonerów. Gatunek występuje w naturze na bardzo ograniczonym obszarze, na około 20 hektarach, jest zagrożony wymarciem w środowisku naturalnym w wyniku antropopresji. Zarówno Cycas debaoensis jak i Cycas multipinnata uprawiane są w Ogrodzie Botanicznym Uniwersytetu Jagiellońskiego.